# Progress MS-04
Progress MS-04 (w oznaczeniach NASA jako Progress 65 lub 65P) – zakończona niepowodzeniem misja statku transportowego Progress, wykonana przez rosyjską agencję kosmiczną Roskosmos na potrzeby zaopatrzenia Międzynarodowej Stacji Kosmicznej.

## Przebieg misji
Start misji miał miejsce 1 grudnia 2016 roku o 14:51:52 UTC z kompleksu startowego nr 31 kosmodromu Bajkonur przy wykorzystaniu rakiety Sojuz-U.
W 383. sekundzie lotu doszło do awarii w trzecim stopniu rakiety, gdy znajdowała się ona ok. 190 km nad Tuwą. Centrum kontroli lotu utraciło telemetrię, a rakieta razem ze statkiem Progress spłonęła w atmosferze. Zdarzenie to miało miejsce około dwie minuty przed planowanym umieszczeniem statku na zakładanej orbicie.

## Ładunek
Całkowity ładunek, który Progress MS-04 miał dostarczyć na Międzynarodową Stację Kosmiczną ważył 2442 kg. W przednim module hermetycznym umieszczono m.in.:
- 253 kg sprzętu do systemu zaopatrzenia stacji w wodę (m.in. filtry i agregat pompowy),
- 67 kg sprzętu do systemu zaopatrzenia stacji w powietrze (m.in. czujniki tlenku węgla, pompy próżniowe i filtr powietrza),
- 83 kg przedmiotów sanitarnych i higienicznych (m.in. pojemniki na odpady, zbiorniki wodne i odpylacze),
- 115 kg zaopatrzenia medycznego (m.in. sprzęt do monitorowania zdrowia i profilaktyki przed niekorzystnym wpływem skutków nieważkości),
- 315 kg pożywienia (pojemniki z racjami żywnościowymi i zestawy świeżej żywności),
- 32 kg sprzętu do systemu kontroli temperatury wewnątrz stacji,
- 6 kg sprzętu do systemu zasilającego stację w energię elektryczną,
- 1 kg sprzętu do systemu łączności,
- 25 kg przedmiotów wsparcia załogi (dokumentacja, sprzęt fotograficzny),
- 18 kg materiałów do badań naukowych,
- 140 kg dodatkowego wyposażenia Małego Modułu Badawczego nr 1 Rasswiet,
- 98 kg sprzętu do spacerów kosmicznych (kombinezon Orłan),
- 87 kg zaopatrzenia dla załogi w amerykańskim segmencie stacji.

W module niehermetycznym Progressa znajdowało się m.in.: 1590 kg paliwa do systemu napędowego i manewrującego, 52 kg skompresowanego tlenu i 420 kg wody.